# Кругликовы
Кругликовы — русские дворянские роды и графы Чернышевы-Кругликовы.
В Гербовник внесены две фамилии Кругликовых:
1. Родоначальник Пётр Алексеевич Кругликов, жалованный поместьем (1668) (Герб. Часть IX. № 98).
2. Потомки сына боярского Алексея Степановича Кругликова, писанного московским дворянином (1771) (Герб. Часть VIII. № 134).

Роды эти внесены в VI часть родословной книги Московской губернии.
Иван Гаврилович Кругликов, женясь на графине Софии Григорьевне Чернышевой, наследовал, на основании указов от 02 января 1774 года и 14 января 1832 года, получив имя, титул, герб и майорат графов Чернышевых и стал родоначальником графов Чернышевых-Кругликовых.

## Описание гербов

#### Герб. Часть VIII. № 134.
Герб потомства сына боярского Алексея Степановича Кругликова: Щит разделён горизонтально на двое. В нижней половине, в серебряном поле, изображена каменная гора, на поверхности которой в голубом поле видна городовая  корона, внутри которой крестообразно проходят серебряное копьё и стрела. Щит увенчан дворянским шлемом и короной с страусовыми перьями. Намёт на щите голубой, подложен золотом.

#### Герб. Часть IX. № 98.
В щите, имеющем голубое поле, изображены лев и единорог, держащие в передних лапах серебряную шпагу, остриём вверх.
Щит увенчан шлемом с дворянской на нём короной со страусовыми перьями. Намёт на щите голубой, подложен золотом. Герб рода Кругликовых внесён в Часть 9 Общего гербовника дворянских родов Всероссийской империи, стр. 98.

#### Герб графов Чернышевых-Кругликовых
Герб не внесён в Общий Гербовник, Гербовник Царства Польского или Дипломные сборники: щит четырехчастный, 1-е и 4-е поля поделены на четыре части, из которых в 1-м и 4-м серебряных полях по половине черного императорского коронованного орла с распростертым крылом, с золотыйми короной, клювом и когтями и червленым языком. Во 2-м и 3-м червленых полях серебряная стенчатая перевязь, поверх всего лазуревый щиток, в нем золотая подкова шипами вниз, в середине коей золотой же равноконечный лапчатый крест (изм. польский герб Ястржембец). Во 2-й и 3-й основных лазуревых частях изображены золотой лев и серебряный единорог, держащие в передних лапах серебряную шпагу, острием вверх. Графская корона, по ее сторонам два знамени, на правом лазуревом золотая подкова шипами вниз, в середине коей золотой же равноконечный лапчатый крест, на левом серебряном одно распростёртое ястребиное крыло натурального цвета, обращённое к правой стороне. Между ними пять страусовых перьев.

## Известные представители
- Кругликовы: Роман и Степан Семёнович - опричники Ивана Грозного (1573)[3].
- Кругликов Василий Петрович - стряпчий (1676), стольник (1682-1692).
- Кругликов Максим Петрович - московский дворянин (1676).
- Кругликов Назар Максимович - московский дворянин (1695)[4].